# Vrag Iversen
Vrag Iversen er en tegneserie af forfatteren Ole Henrik Laub om livet i den yderste klitrække i evig kamp med vejr, natur, turister og navnlig bureaukratiske øvrighedspersoner.
I serien møder vi Klit- og strandfoged Vrag Iversen og hans trofaste hund, den kloge Løsøre.
Havmågen Odysseus bringer nyt fra fjerne (civiliserede) egne. Men ellers spoleres idyllen kun af de altid anmassende turister og nidkære embedsmænd, der ønsker kontrol med hvad Vrag Iversen egentlig laver derude i den yderste klit. 
Tegneserien er omtalt flere gange i Vendsyssel Tidende og Nordjyske i perioden 1996 – 2003. Udgivet som privat tryk 2002.
- Vrag Iversen og Løsøre hygger sig. Klik for stort foto
- Vrag Iversen presses af turisterne. Klik for stort foto
- Vrag Iversen om individualisme. Klik for stort foto

- Vrag Iversen presses af vind og vejr. Klik for stort foto
- Vrag Iversen presses af de nidkære bureaukrater. Klik for stort foto